# Булак (Северо-Казахстанская область)
Булак (каз. Бұлақ) — село в Есильском районе Северо-Казахстанской области Казахстана. Административный центр Булакского сельского округа. Код КАТО — 594239100.

## География
Расположен в 60 км от райцентра, в 144 км от города Петропавловска. Недалеко от Булака находится священная сопка Аулие.

## Население
В 1999 году население села составляло 902 человека (462 мужчины и 440 женщин). По данным переписи 2009 года в селе проживало 577 человек (300 мужчин и 277 женщин).

## История
Аул Булак основан в начале 20-х годов ХХ столетия. Совхоз «Булакский» образован в 1963 году.